# Julius Maggi

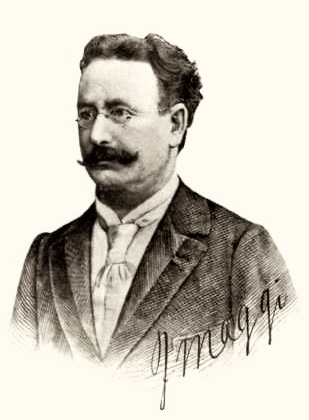
Julius Maggi um 1900

Michael Johannes Julius Maggi [ˈmadʒːi] (* 9. Oktober 1846 in Frauenfeld; † 19. Oktober 1912 in Küsnacht) war ein Schweizer Unternehmer und Erfinder. Als Gründer des Lebensmittelherstellers Maggi und Erfinder der Maggi-Würze war er ein Pionier der industriellen Lebensmittelproduktion. Er betrieb früh intensive Markenwerbung und beschäftigte vorübergehend den später berühmten Dramatiker Frank Wedekind als Werbetexter.

## Leben
Maggi war das jüngste von fünf Kindern von Michael Maggi, einem italienischen Einwanderer aus der Lombardei (deshalb die italienische Aussprache ˈmadʒːi des Familiennamens). Als Mühlenbesitzer und Geschäftsmann hatte er es in der Schweiz zu Wohlstand und Ansehen gebracht. Nach unruhigen Jugendjahren mit häufigen Schulwechseln und einer vorzeitig abgebrochenen kaufmännischen Lehre in Basel besuchte er die Rekrutenschule der Schweizer Kavallerie. Von 1867 bis 1869 arbeitete er – zunächst als Praktikant, schliesslich als Vizedirektor – bei der Ersten Ofen-Pester Dampfmühlen AG in Budapest, unter Karl Haggenmacher. 1869, im Alter von 23 Jahren, übernahm er von seinem Vater die Hammermühle im Kempttal bei Winterthur (heute zu Lindau ZH gehörig). In den folgenden Jahren erwarb die Familie weitere Mühlen und Gemüseanbaubetriebe in der Schweiz. Das waren inzwischen nicht mehr handwerkliche Traditionsbetriebe, sondern halbindustrielle Unternehmen.
Für die Branche der Müller hatten kritische Jahre begonnen. Technische Neuerungen brachten erhöhte Produktivität auf einem begrenzten Markt, und auch zunehmender Importhandel verstärkte den Konkurrenzdruck; Pleiten waren keine Seltenheit. Das Unternehmen Maggi – seit 1872 hiess es Julius Maggi & Cie, einige Teilhaber hatten zusätzliches Kapital eingebracht – durfte sich nicht länger ausschliesslich auf die Herstellung und den Handel von Getreidemehlen verlassen, wenn es überleben wollte. Die besonderen sozialpolitischen Bedingungen jener Zeit eröffneten schliesslich einen Weg zu neuen Produkten und neuen Märkten. 1874 war er Mitbegründer der Getreidebörse Zürich. Von 1881 bis 1884 war er im Zürcher Kantonsrat und von 1881 bis 1890 Mitglied des Vorstandes des Schweizerischen Handels- und Industrievereins. Ab 1882 entwickelte Julius Maggi in enger Zusammenarbeit mit Fridolin Schuler und der Schweizerischen Gemeinnützigen Gesellschaft zunächst preisgünstige Leguminosen-Produkte. Seine Begeisterung für die Arbeit bei der Herstellung von Suppenkonzentraten auf dieser Basis war so gross, dass er eine seiner Töchter fast «Leguminosa» genannt hätte.
1886 kreierte er zur Geschmacksverbesserung der Leguminosen-Suppen die Maggi-Würze, die zwar ein Aroma hat, das an Liebstöckel (Levisticum officinale) erinnert, aber selbst kein Liebstöckel enthält (kurioserweise wurde in der Folge Liebstöckel auf Grund der Ähnlichkeit des Aromas im Volksmund als «Maggi-Kraut» bezeichnet).

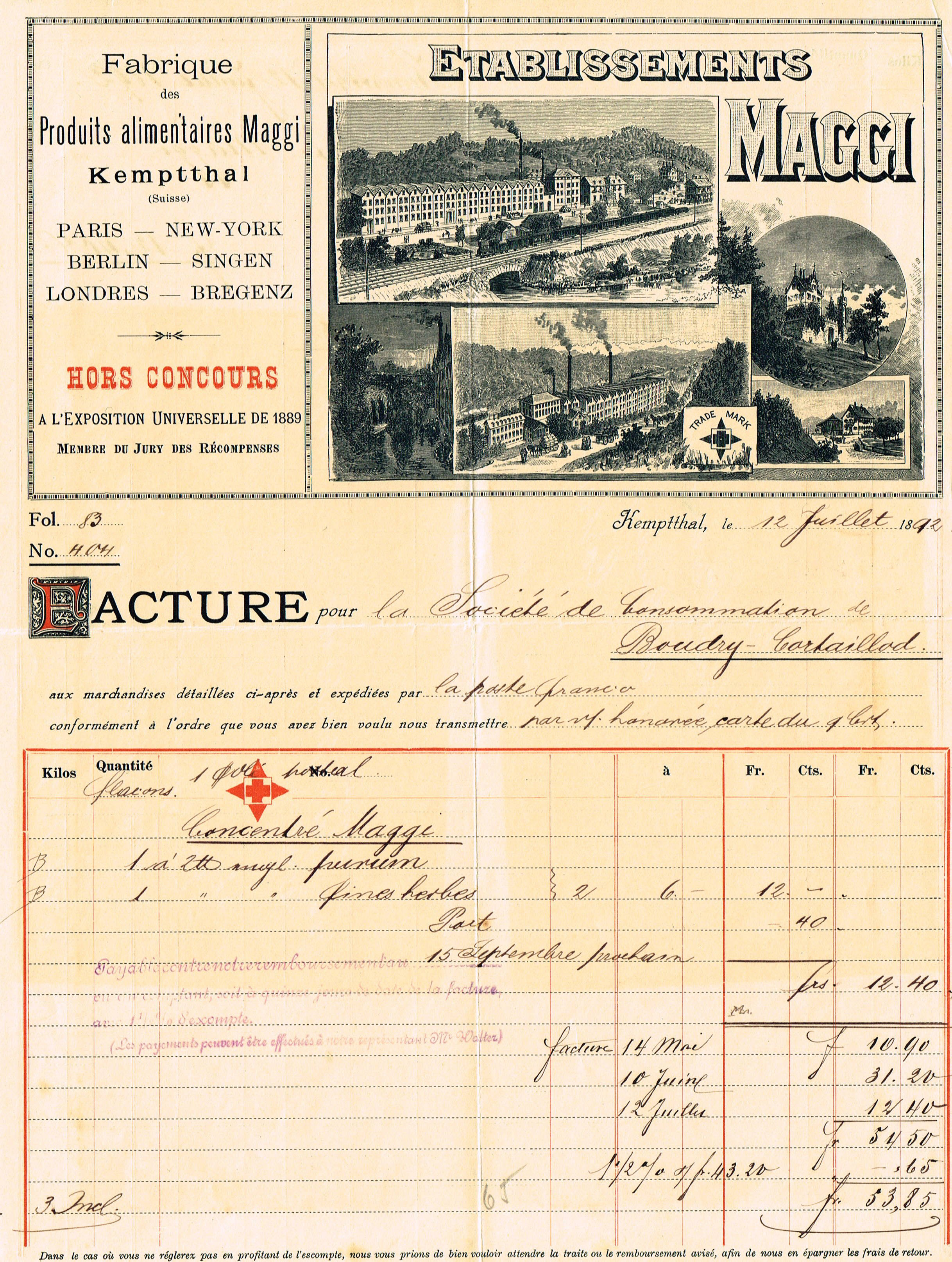
Rechnung (1892)
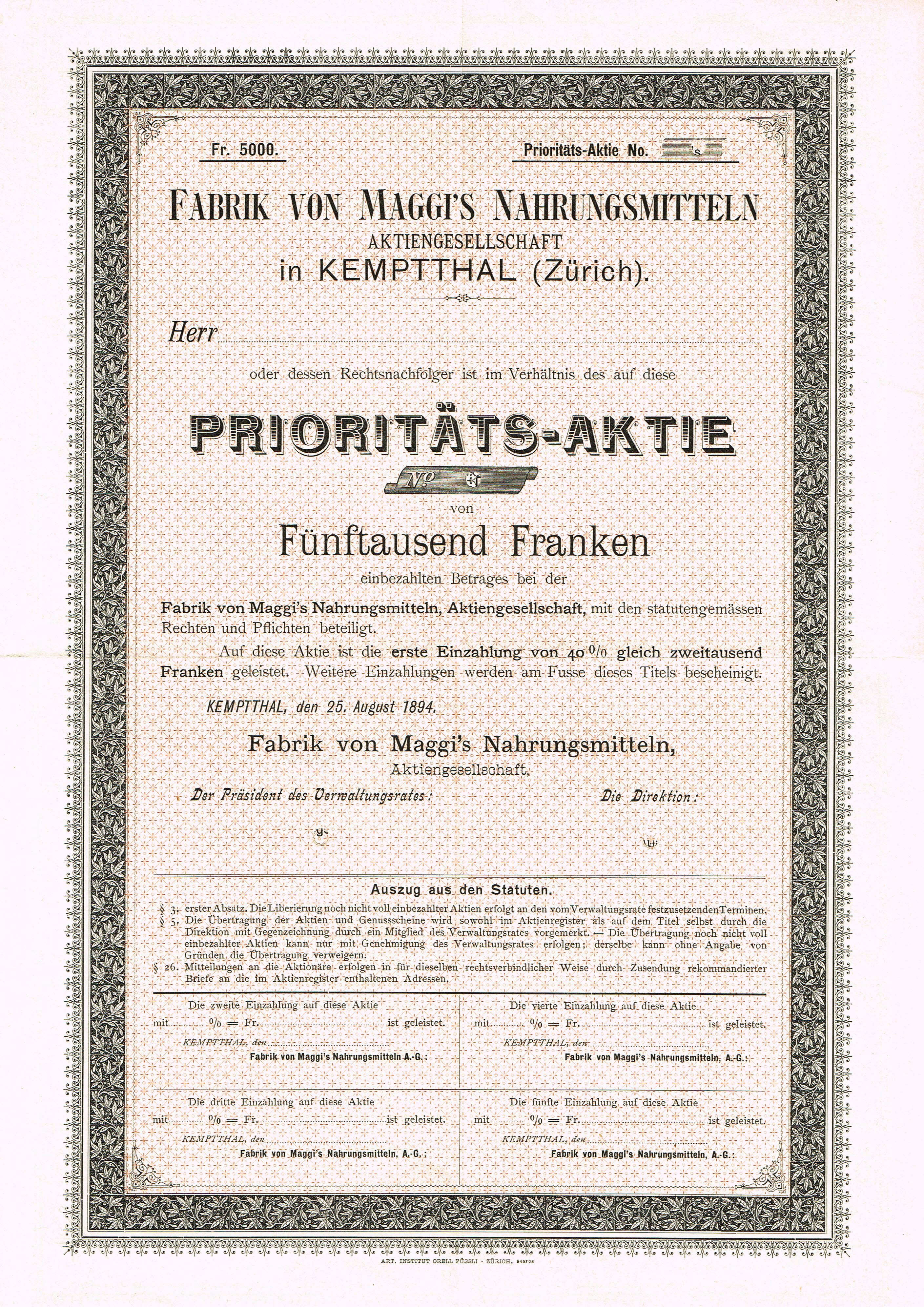
Prioritätsaktie (1894)
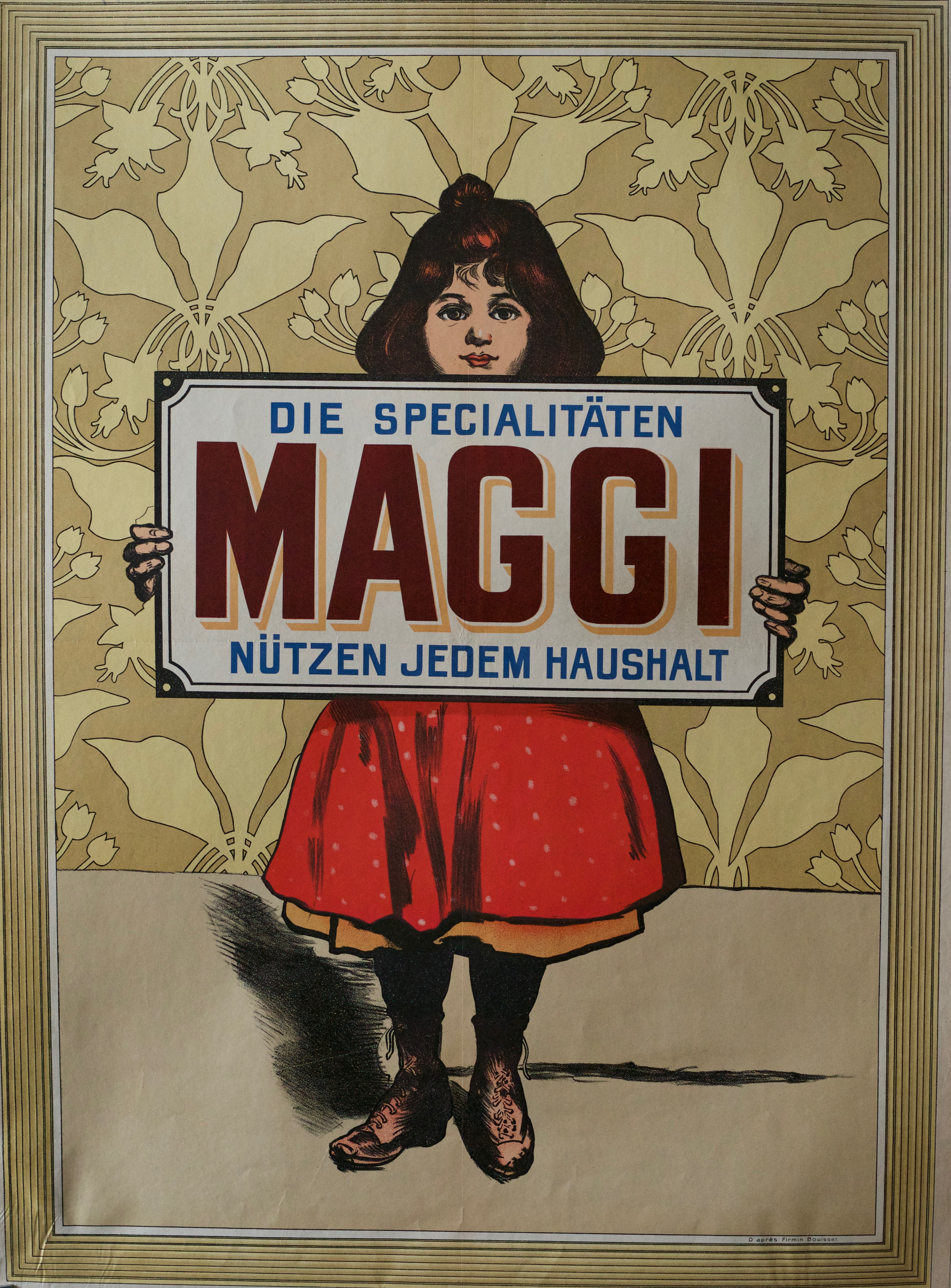
Werbung (1900)

Ab 1887 expandierte Maggi ins Ausland. Nahe der Schweizer Grenze und mit der Anbindung an die Bahnstrecke Etzwilen–Singen nach Winterthur errichtete er in Singen/Hohentwiel im Grossherzogtum Baden eine zunächst kleine deutsche Filiale, in der sieben Arbeiterinnen und ein Vorarbeiter Maggi-Würze in Fläschchen abfüllten. Das so genannte «Gütterli-Hüsli», wo diese Abfüllung stattfand, dient heute als Maggi-Museum. Nach dem Zukauf der Brauerei Bilger im Jahr 1895 entstand in Singen eine Fabrik, in der im Jahr 1900 schon 200 Beschäftigte arbeiteten, darunter 120 Frauen. Die ab 1892 in seinem Betrieb in Kemptthal eingeführten Sozialmassnahmen wurden auch in Singen übernommen (Arbeiterwohnungen, Regelung des Lohnausfalls, betriebseigenes Ferienheim, Betriebsfeste und -ausflüge, Betriebskrankenkasse, später kam bezahlter Urlaub hinzu). Einen wilden Streik im Werk Singen im Jahr 1907 schlichtete der aus Paris angereiste Chef und liess einen Arbeiterausschuss einrichten. Die deutsche Hauptverwaltung von Maggi wurde 1898 nach Berlin verlegt.
Ebenfalls 1887 entstand eine Zweigniederlassung in Bregenz (Österreich), die bis 1977 bestand.
Ab 1897 wurde Julius Maggi verstärkt in Frankreich aktiv, wo es seit 1887 eine Niederlassung gab, die aber nicht so recht florierte. 1899 gründete er in Paris ein Unternehmen für nichtalkoholische Getränke, die «Société anonyme des boissons hygiéniques». Im selben Jahr startete die Produktion der Maggi-Würze. Zur Weltausstellung im Jahr 1900 zog er mitsamt seiner Familie für fünf Monate nach Paris.
Im April 1901 verlegte er seinen Arbeitsplatz definitiv nach Paris und gründete am 24. Dezember 1902 die «Société laitière Maggi» als Tochterunternehmen der «Société des boissons hygiéniques». Er baute ein Verteilersystem für pasteurisierte Milch auf, deren Qualität durch ein von ihm gegründetes Labor («Institut du lait») kontrolliert wurde. Vor der Einführung der pasteurisierten Maggi-Milch waren zu Beginn des 20. Jahrhunderts 90'000 Kinder in Frankreich (davon 20'000 in Paris) an infantiler Cholera gestorben. Während die Aktivitäten Maggis auf dem Markt der Milchversorgung vom «Syndicat des crémiers» und besonders von der Action française in deren Zeitschrift scharf angegriffen wurden, erhielt «Jules Maggi» (wie er sich in Frankreich nannte) vom französischen Staat am 4. August 1907 den Titel eines «Officier de la Légion d’honneur» verliehen. Der Verkaufserfolg war von 21'000 Litern Milch pro Woche im Jahr 1903 auf über eine Million Liter pro Woche im Jahr 1912 gestiegen. 

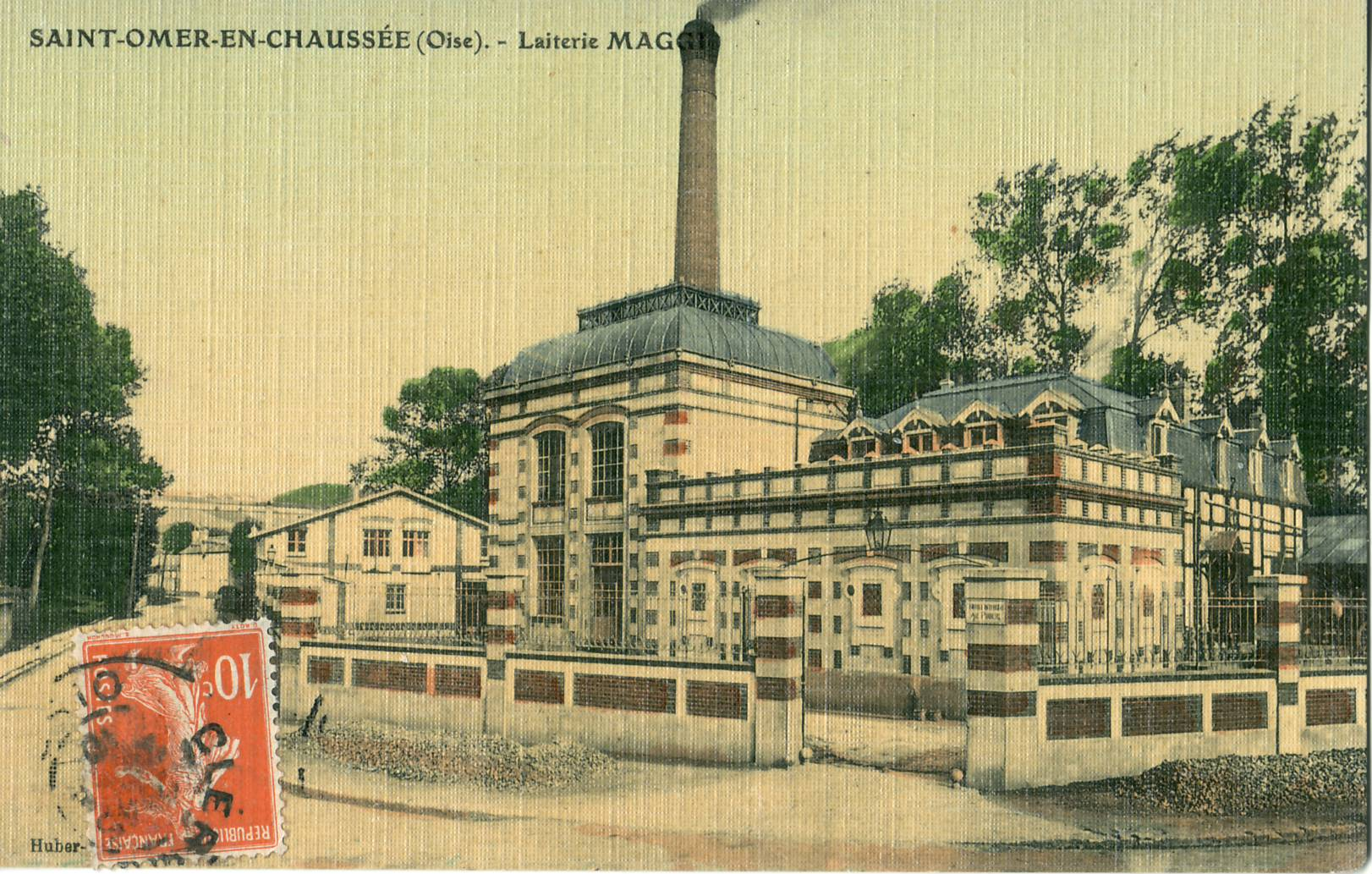
Betrieb der Firma Maggi zur Milcheinsammlung («Centre de ramassage») für Anlieferungen aus der Normandie und Picardie in Saint-Omer-en-Chaussée, Département Oise

Ein weiterer Riesenerfolg war im Jahr 1907 die Kreation des Brühwürfels und die Gründung der «Société du Bouillon Kub». Schon 1912 wurden in Frankreich 6 Millionen dieser Brühwürfel monatlich verkauft. Ermöglicht wurden diese ungeheuren Erfolge durch erfolgreiche Reklame sowie ein Degustationsbureau. Auch suchte Julius Maggi die Unterstützung des berühmten Meisterkochs Auguste Escoffier für die «Nobilitierung seiner Produkte».
In der Pariser Zeit hatte Julius Maggi eine Liaison mit einer Schauspielerin und geizte nicht mit repräsentativen Ausgaben. So besass er vier Dampfjachten an der französischen Küste, welche die Namen Maggi I, Maggi II, Maggi III und Maggi IV trugen. In Zürich liess er die Villa Sumatra repräsentativ umbauen und ausgestalten.
Während einer Arbeitssitzung erlitt er einen Schlaganfall; schon todkrank, wurde er noch in die Schweiz überführt, wo er am 19. Oktober 1912 starb. Seine Ruhestätte liegt auf dem Gemeindefriedhof Lindau im Kanton Zürich.
Bei Ausbruch des Ersten Weltkrieges im August 1914 wurden das Labor und fast alle 850 Auslieferungsstellen der Laitière Maggi in Paris von einem wütenden Mob angegriffen und verwüstet. Überall in Frankreich wurden die bekannten emaillierten Blechschilder abgeschraubt, weil man Maggi für ein deutsches Unternehmen hielt, das nur als Tarnung für Spionageaktivitäten gegenüber Frankreich diente. Es kursierte das Gerücht, dass die Maggi-Produkte und insbesondere die Milch vergiftet seien. Ein anderes Gerücht besagte, dass Monsieur Maggi (der in Wirklichkeit schon fast zwei Jahre tot war) bei dem Versuch, mit 40 Millionen Francs, die in Milchkannen versteckt waren, aus Paris zu fliehen, verhaftet worden sei.
Julius Maggi war zweimal verheiratet, er hatte vier Töchter und zwei Söhne. Kurz nach Julius Maggis Tod wurde das Unternehmen, das seinen Namen trug, in eine Holding umgewandelt, später in Alimenta AG umbenannt und in einer Fusion 1947 mit der heutigen Nestlé AG verschmolzen.